# Polonia en los Juegos Olímpicos de Innsbruck 1976
Polonia estuvo representada en los Juegos Olímpicos de Innsbruck 1976 por un total de 56 deportistas que compitieron en 9 deportes.  
El portador de la bandera en la ceremonia de apertura fue el biatleta Wojciech Truchan. El equipo olímpico polaco no obtuvo ninguna medalla en estos Juegos.